# 철권 레볼루션
《철권 레볼루션》(鉄拳レボリューション, Tekken Revolution)은 부분 유료화된 대전 격투 비디오 게임의 하나로, 반다이 남코 엔터테인먼트가 개발 및 배급하였다. 2013년 6월 플레이스테이션 스토어를 통해 플레이스테이션 3용으로 출시되었다. 철권 시리즈 가운데 부분 유료화를 단행한 첫 번째 게임으로, 디지털 포맷으로 독점적으로 출시된 최초의 게임이기도 하다. 2016년 기준으로 유럽에서 더 이상 판매되지 않고 있다.
이 게임은 2017년 3월 20일 운영을 중단하였다.

## 평가
철권 레볼루션은 복합적인 평가를 받았다.